# Condensina
Le condensine sono proteine specifiche il cui compito è quello di "condensare" il DNA permettendo la formazione di cromosomi.
Dal punto di vista strutturale, le condensine sono costituite da molecole dimeriche con una cerniera centrale e due zone globulari che legano ATP e DNA. Queste proteine inducono il DNA ad avvolgersi formando anse destrogire.